# Malocampa lupanoides
Malocampa lupanoides är en fjärilsart som beskrevs av Paul Dognin 1924. Malocampa lupanoides ingår i släktet Malocampa och familjen tandspinnare. Inga underarter finns listade i Catalogue of Life.